# The I-Land
The I-Land – amerykański internetowy serial  (dramat fantastycznonaukowy thriller) wyprodukowany przez Nomadic Pictures Entertainment, którego twórcą jest Anthony Salter.
Wszystkie 7 odcinków pierwszej serii zostało udostępnionych 12 września 2019 roku na platformie Netflix.

## Fabuła
Serial opowiada o grupie 10 ludzi, którzy pewnego dnia budzą się na dziwnej wyspie. Nikt nie pamięta kim jest i co robi na tej wyspie, z której nie da się uciec.

## Obsada

### Główna
- Natalie Martinez jako Gabriela Chase[2]
- Kate Bosworth jako KC[2]
- Ronald Peet jako Cooper
- Kyle Schmid jako Moses[3]
- Sibylla Deen jako Blair
- Gilles Geary jako Mason
- Anthony Lee Medina jako Donovan
- Kota Eberhardt jako Taylor
- Michelle Veintimilla jako Hayden
- Alex Pettyfer jako Brody[2]

### Role drugoplanowe
- Clara Wong jako Bonnie[4]
- Keilyn Durrel Jones jako Clyde
- Bruce McGill jako Warden Wells
- María Conchita Alonso jako matka Chasea
- Subhash Mandal jako doktor Conrad
- Margaret Colin jako doktor Stevenson
- Dalia Davi jako Doktor Wyss
- Victor Slezak jako Doktor Dafoe
- Chad Krowchuk jako Matthew

## Odcinki
| # | Tytuł                     | Reżyseria       | Scenariusz   | Premiera w Netflix | Premiera w Netflix Polska |
| - | ------------------------- | --------------- | ------------ | ------------------ | ------------------------- |
| 1 | Brave New World           | Neil LaBute     | Neil LaBute  | 12 września 2019   | 12 września 2019          |
| 2 | The Gorgeous Palaces      | Jonathan Scarfe | Neil LaBute  | 12 września 2019   | 12 września 2019          |
| 3 | The Insubstantial Pageant | Jonathan Scarfe | Neil LaBute  | 12 września 2019   | 12 września 2019          |
| 4 | Many Goodly Creatures     | Jonathan Scarfe | Neil LaBute  | 12 września 2019   | 12 września 2019          |
| 5 | The Cloud Capp'd Towers   | Darnell Martin  | Lucy Teitler | 12 września 2019   | 12 września 2019          |
| 6 | The Great Globe Itself    | Darnell Martin  | Lucy Teitler | 12 września 2019   | 12 września 2019          |
| 7 | The Dark Backward         | Jonathan Scarfe | Lucy Taylor  | 12 września 2019   | 12 września 2019          |

## Produkcja
28 września 2018 roku platforma Netflix ogłosiła zamówienie pierwszego sezon serialu od  Anthony'ego Saltera, w którym główne role otrzymali: Kate Bosworth, Alex Pettyfer i Natalie Martinez
Na początku października 2018 roku poinformowano, że Kyle Schmid dołączył do obsadu serialu.
W grudniu 2018 roku Clara Wong otrzymała rolę powracającą jako Bonnie.